# Montejo (Salamanca)
Montejo (auch: Montejo de Salvatierra) ist ein Ort und eine westspanische Gemeinde (municipio) mit 198 Einwohnern (Stand: 2024) in der Provinz Salamanca in der Autonomen Region Kastilien-León.
Zur Gemeinde gehört neben dem Hauptort Montejo die Ortschaft Pantano de Santa Teresa.

## Lage
Montejo liegt in einer Höhe von ca. 930 m etwa 43 Kilometer südlich von der Provinzhauptstadt Salamanca. Durch die Gemeinde führt die Autovía A-66. Im Osten der Gemeinde wird der Río Tormes zur Embalse de Santa Teresa aufgestaut.
Das Klima im Winter ist kühl, im Sommer dagegen durchaus warm; die Niederschlagsmengen (ca. 503 mm/Jahr) fallen – mit Ausnahme der nahezu regenlosen Sommermonate – verteilt übers ganze Jahr.

## Bevölkerungsentwicklung
| Jahr      | 1970 | 1981 | 1991 | 2001 | 2011 | 2021 |
| Einwohner | 504  | 223  | 251  | 236  | 232  | 207  |

## Sehenswürdigkeiten
- Peterskirche (Iglesia de San Pedro Apóstol)

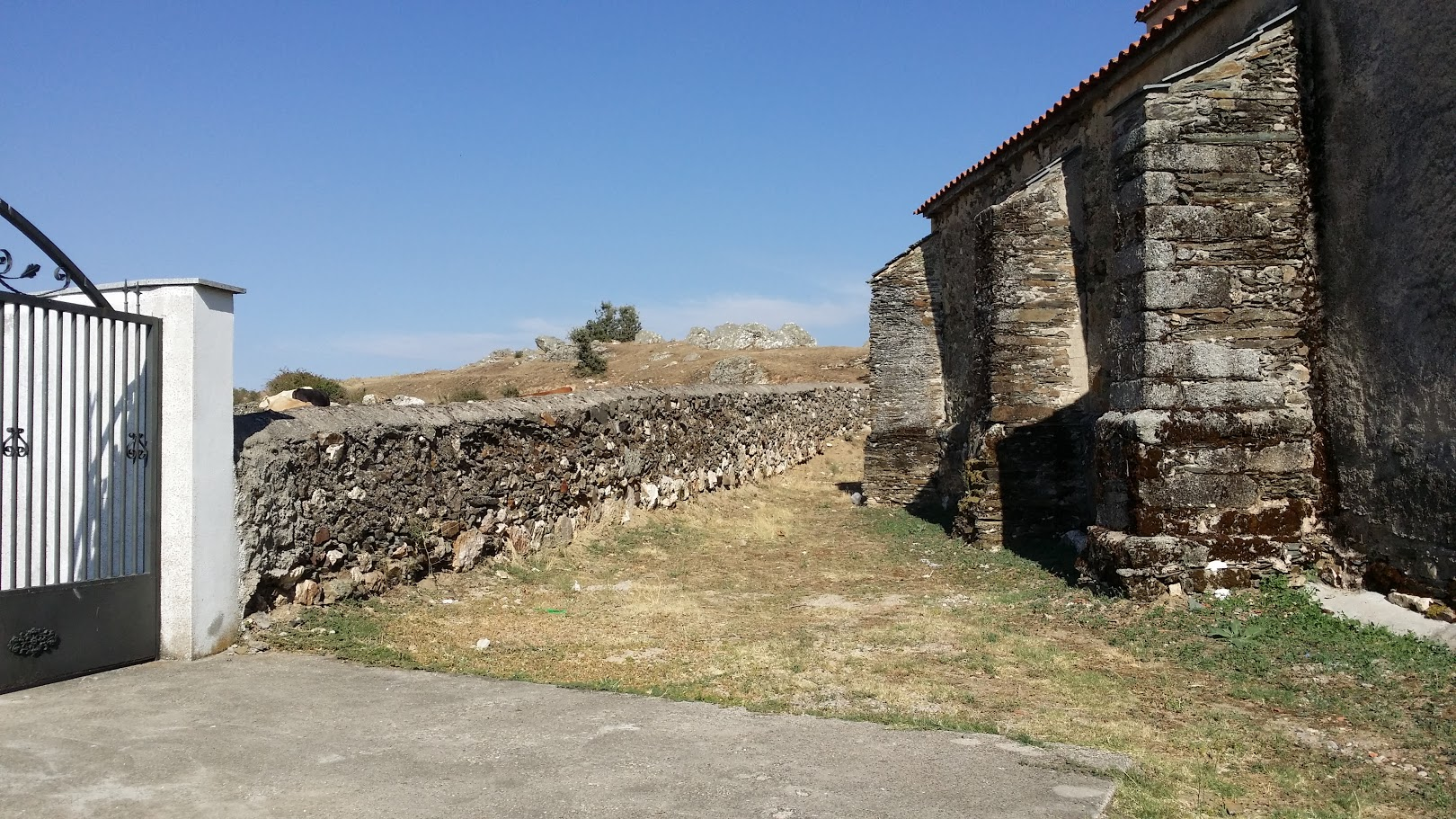
Peterskirche